# パイクカー

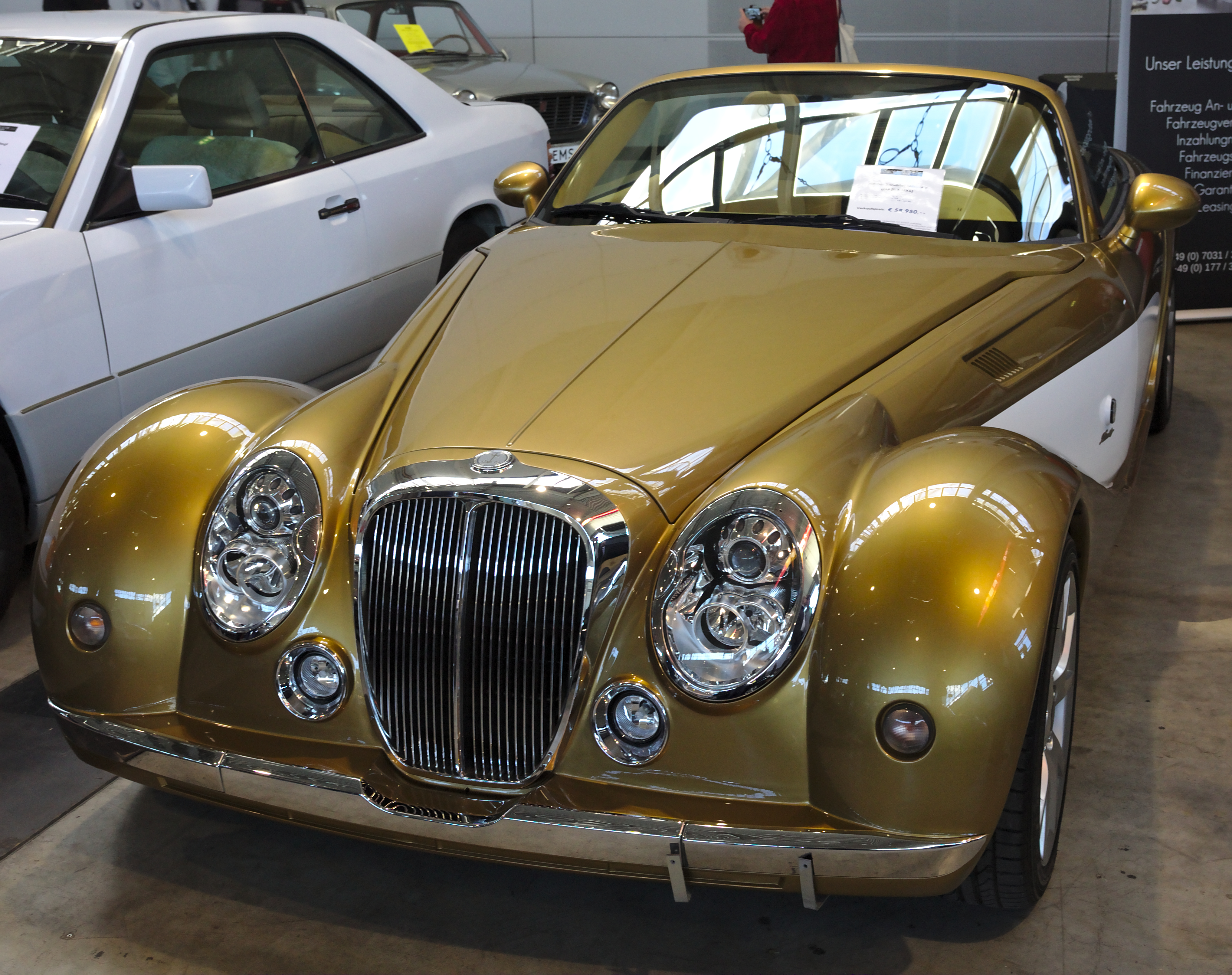
光岡・ヒミコ（ベースはマツダ・ロードスター）

パイクカー (pike car)とはレトロ調であったり先鋭的であったりと、スタイリングが特徴的な自動車の一つ。またスタイリングが評価された過去の車を彷彿とさせるスタイリングの車両などもパイクカーと呼ばれる。
生産の台数や期間が限定されて販売されることが多く、自社のプラットフォームを流用したり、他社から供給された車両を改造することで開発予算を抑えている。
日本ではバブル景気の頃に各自動車メーカーから実験的なスタイリングの車両が多く発表されたが、バブル崩壊による収益悪化で開発予算が制限されたことや歩行者保護など保安基準の厳格化によりパイクカーは減少した。
フィクションに登場する架空の車両を再現する試みもある。

## レトロ

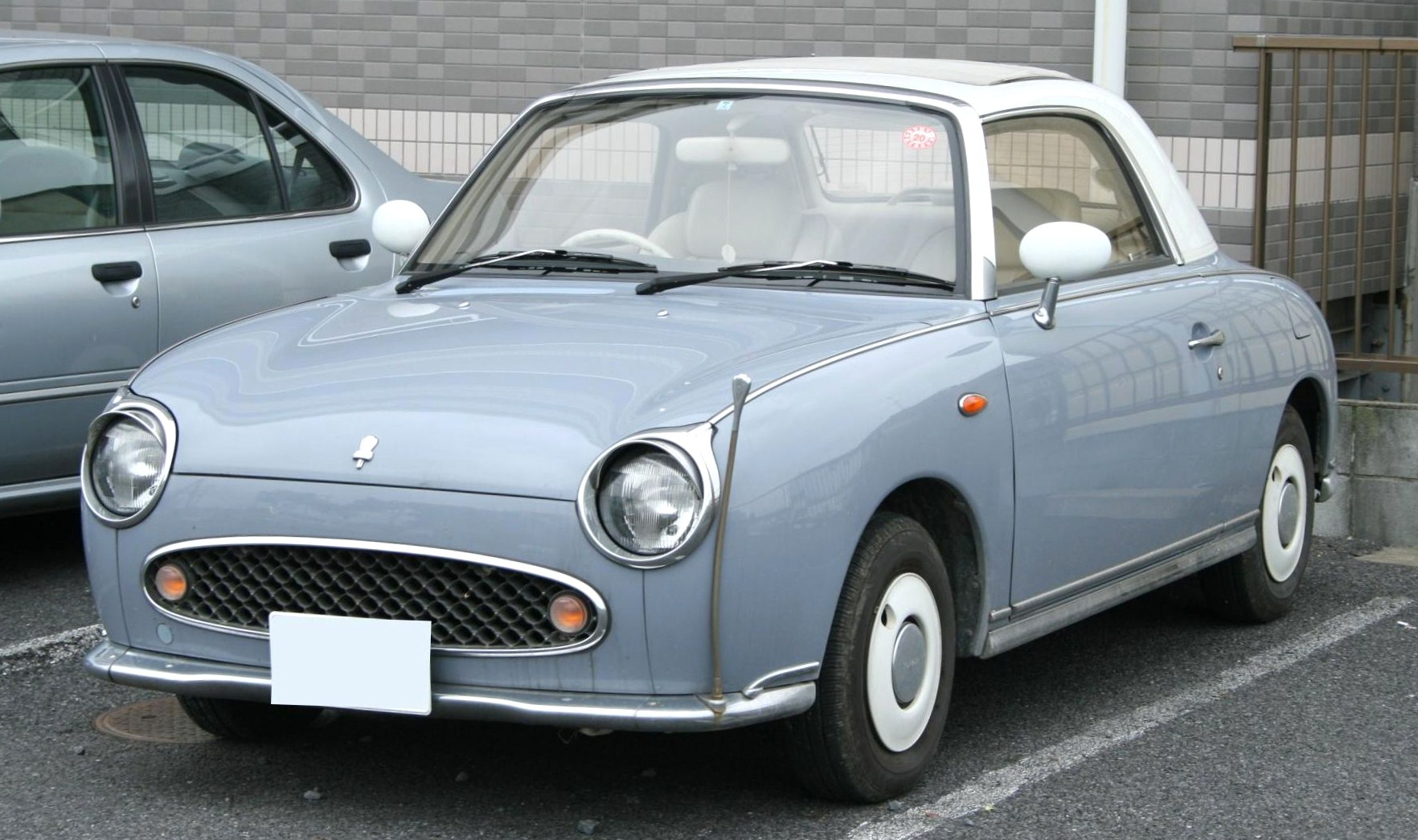
日産・フィガロ

特定の原型は存在しないが、レトロなモチーフを与えられた車。
日産自動車は1987年に 初代マーチをベースとしたBe-1を販売。予約注文が殺到する人気車となった。その後、同様の手法を採ったパオ、フィガロが開発、販売された。また日産は、現在でもマーチ・デイズの外観をレトロ風味の加飾で変更した「ボレロ」を標準グレードの一つとして取り扱っていた。
富士重工業（現:SUBARU）は、1990年代中頃に軽自動車スバル・サンバーディアスのレトロ調モデル「サンバーディアスクラシック」を発売し、好評を得たため、同社のスバル・ヴィヴィオにもレトロ調グレード「ビストロ」を設定。同様に他社の軽自動車にもレトロ調グレード（ダイハツ・ミラジーノ、スズキ・アルトC、三菱ミニカ タウンビーなど）が設定されるようになった。

## 過去の名車

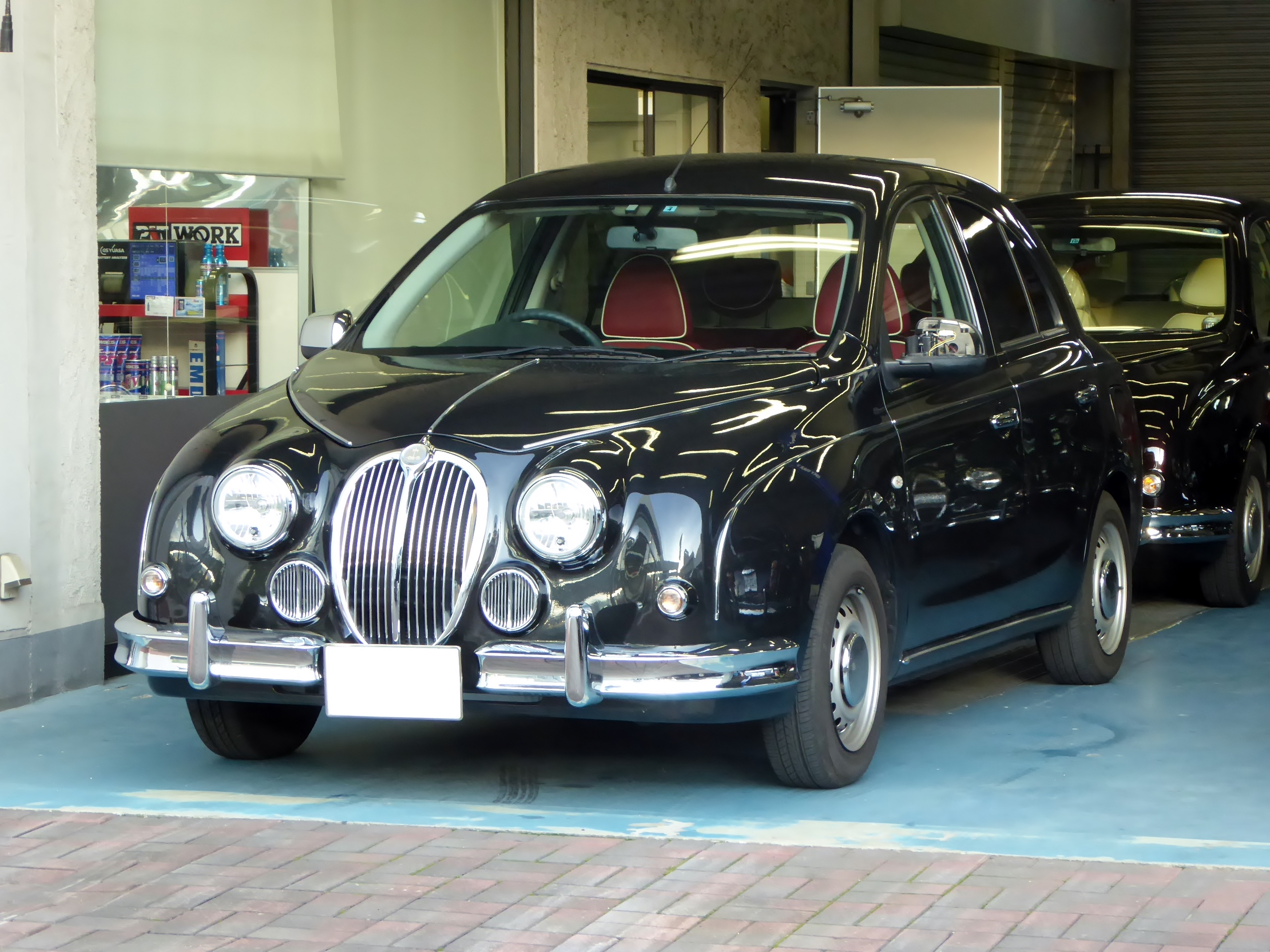
ジャガー・Mk2をモチーフにした光岡・ビュート（車体ベースは日産・マーチ）

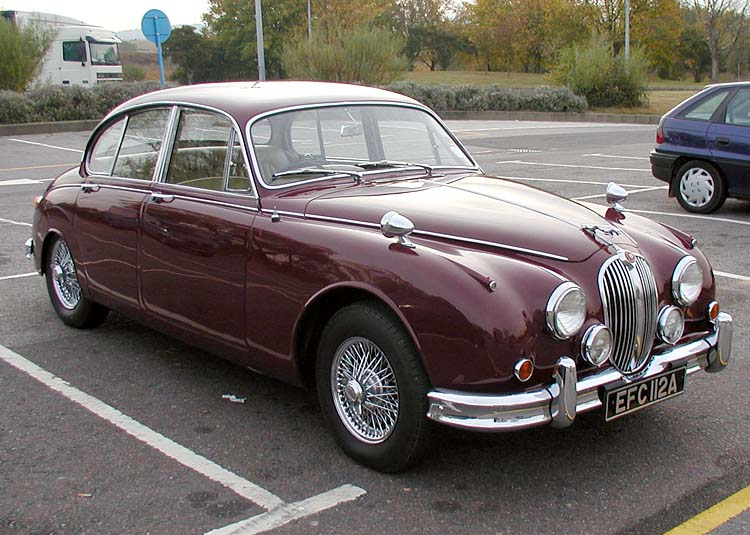
オリジナルのジャガー・Mk2 3.4

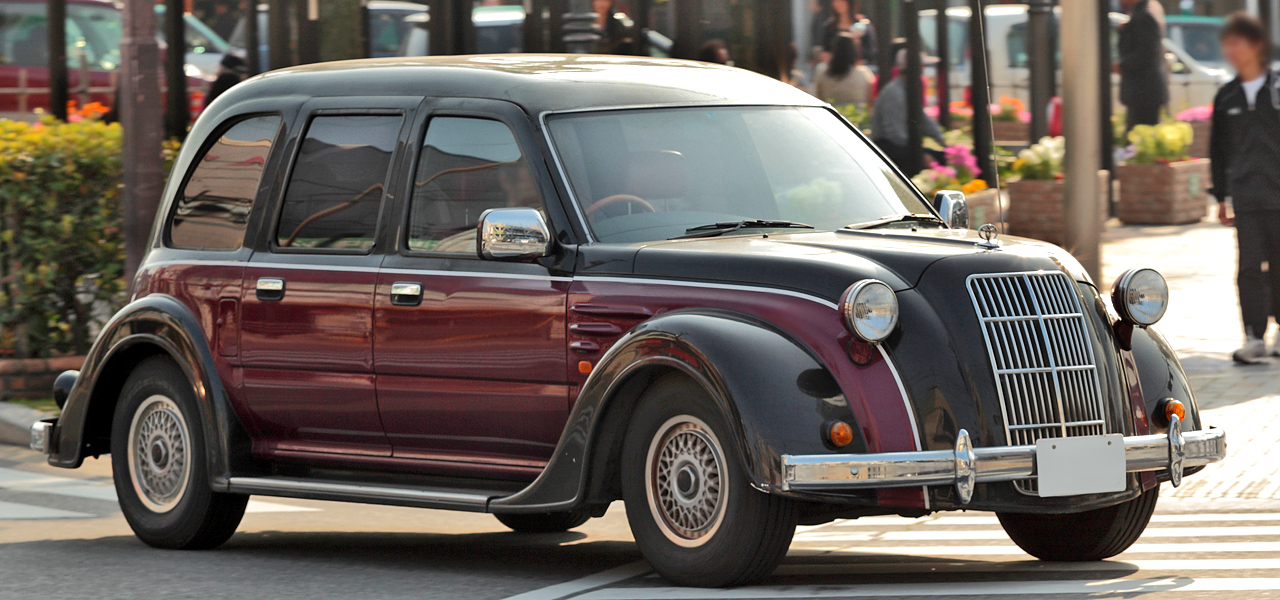
トヨダAA型をモチーフにしたトヨタ・クラシック（車体ベースはトヨタ・ハイラックスダブルキャブ）

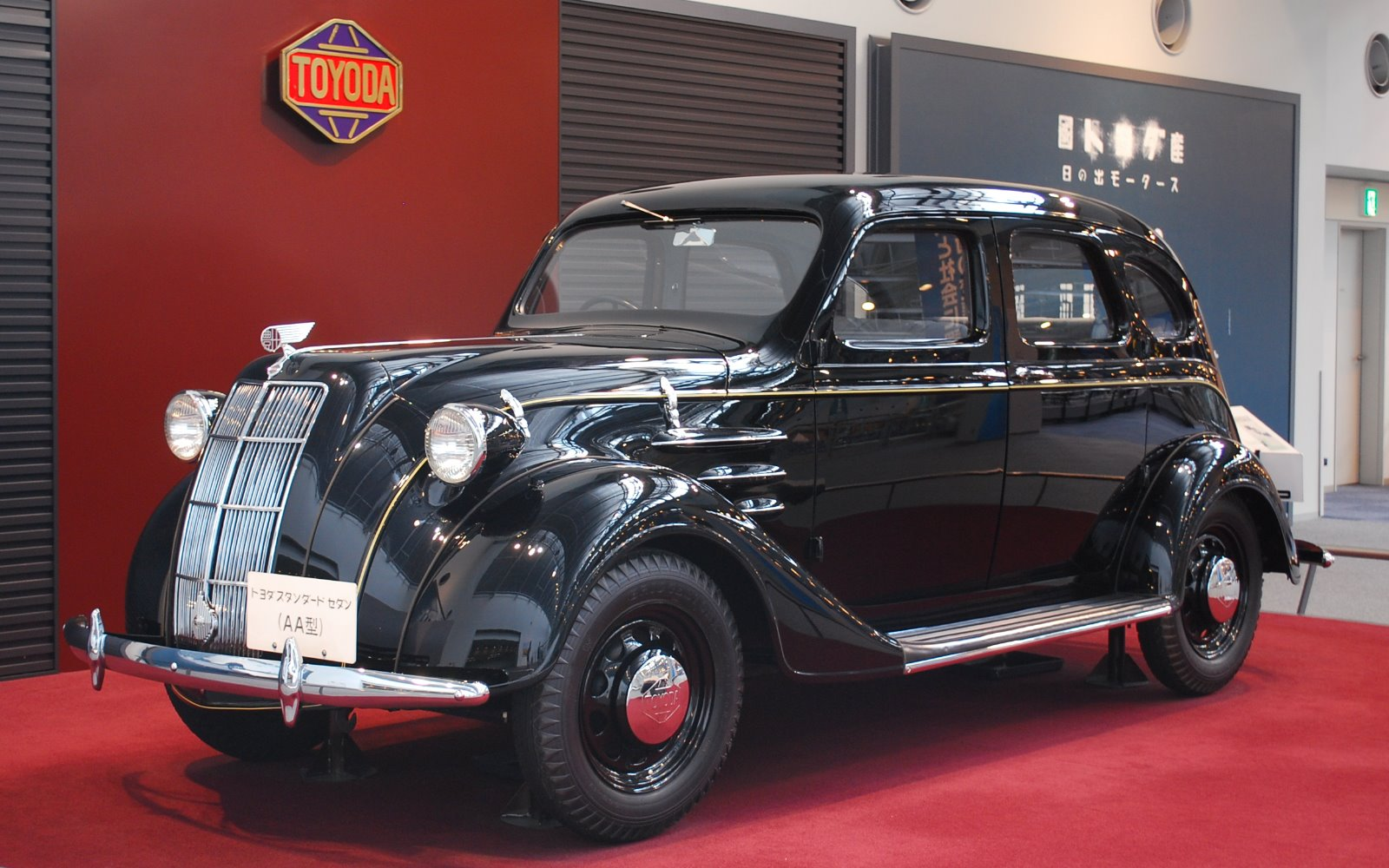
オリジナルのトヨダAA型

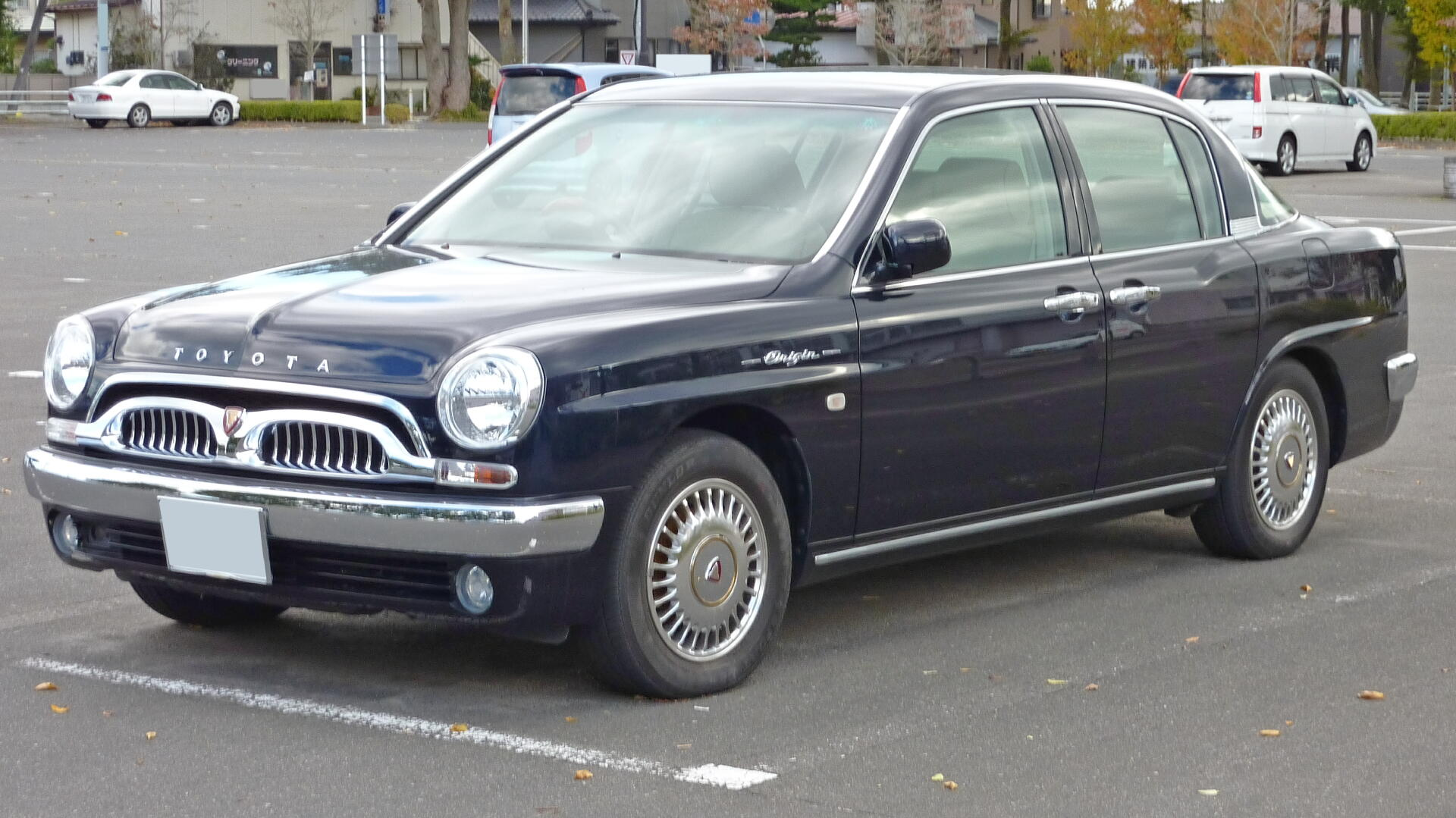
トヨペット・クラウンRS型をモチーフにしたトヨタ・オリジン（車体ベースはトヨタ・プログレ）

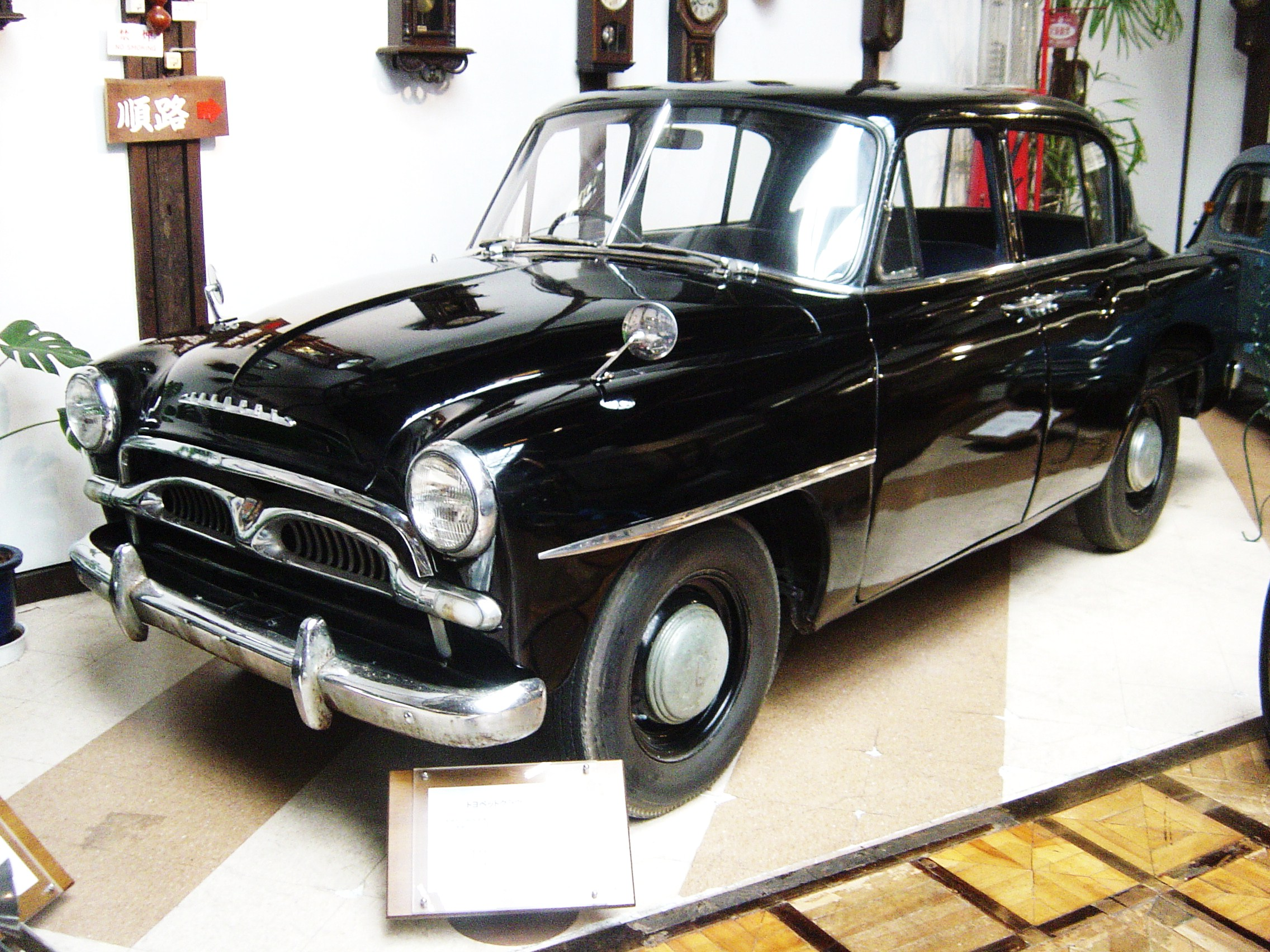
オリジナルのトヨペット・クラウンRS型

光岡自動車は他のメーカーから供給された車両をベースに、過去の名車をモチーフとしたりクラシカルな外観に変更した自動車を製作（改造）・販売しており、パイクカー専門に近いメーカーである。光岡の車にはオリジナルのスタイリングとしたモデルもある。他にも、台数が少数のものを含めればこの類の改造を手がけるショップは多い。

## 先駆的

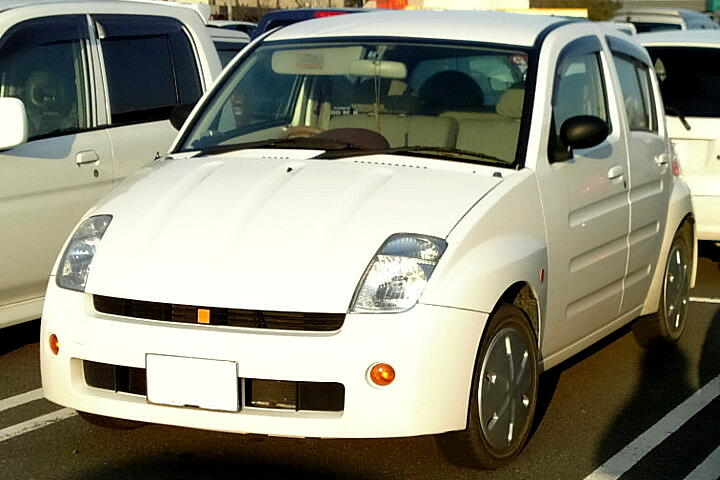
トヨタ・WiLL Vi（コンポーネントはトヨタ・ヴィッツから流用）

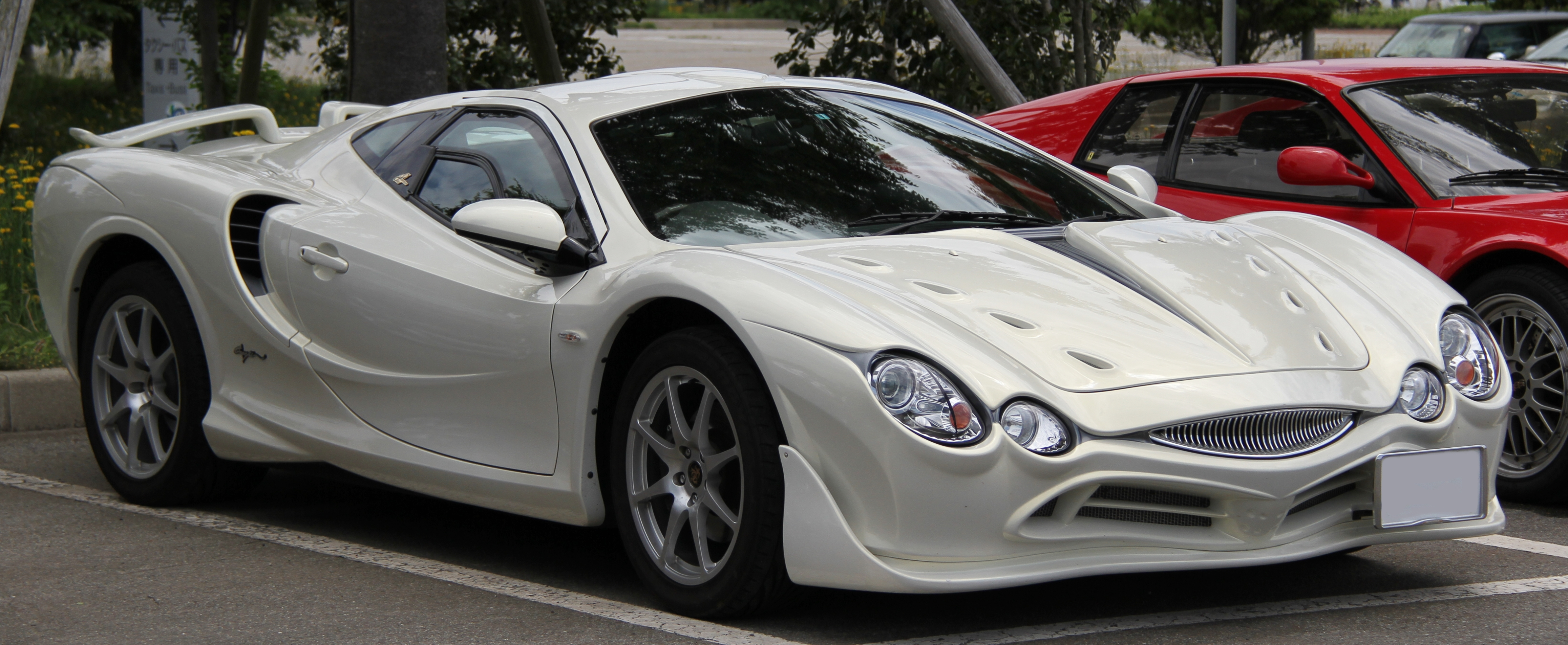
光岡・オロチ

トヨタ自動車は1990年代末から2000年代前半にかけて実験的なスタイルの「WiLLシリーズ」を販売していた。
光岡には前述のように改造車が多いが、オリジナル（クラシックスタイル）の設計であるゼロワンなどもある。2006年にはヤマタノオロチをモティーフとしたオロチの市販を発表している。